# مريم أخت لعازر
مريم أخت لعازر الذي أقامه يسوع من بين الأموات حسب الإنجيل؛ كانت تسكن مع أخيها في بيت عنيا، تذكر مريم أخت لعازر في الأناجيل كلها، متى، مرقس، لوقا ويوحنا؛ إذ قامت مريم لدى زيارة يسوع لها قبيل صلبه بغسل رأسه بطيب غالي الثمن، وعندما سبب ذلك تذمر بعض التلاميذ لكون ثمن الطيب مرتفع، أجابهم يسوع بأن ما فعلته قد تمّ إعدادً لدفنه وأعلن لها: «إِنَّهُ حَيْثُ يُنَادَى بِهَذَا الإِنْجِيلِ فِي الْعَالَمِ أَجْمَعَ، يُحَدَّثُ أَيْضاً بِمَا عَمِلَتْهُ هَذِهِ الْمَرْأَةُ، إِحْيَاءً لِذِكْرِهَا».

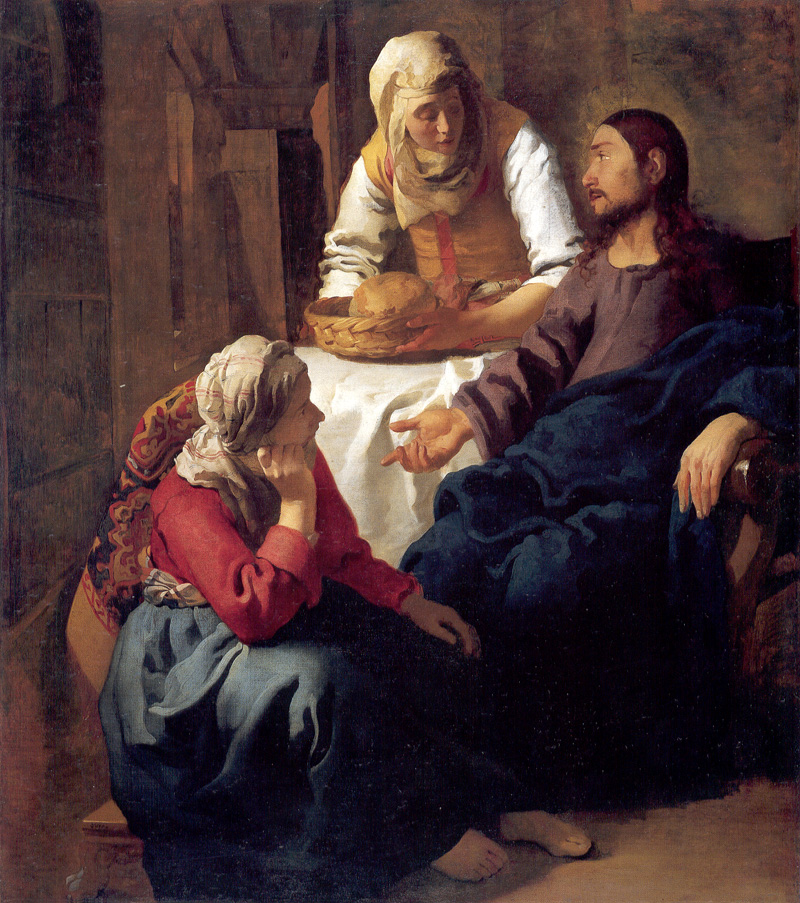
يسوع تصغي له مريم أخت لعازر؛ لوحة يوهانس فيرمير سنة 1654.

المرة الثانية التي تذكر فيها مريم أخت لعازر هي في إنجيل لوقا، فقبيل دخوله إلى القدس عرج المسيح وتلاميذه إلى بيت عنيا، فاستقبلته مريم وأخته مرتا، وبينما كانت مرتا منهمكة في أمور المنزل، جلست مريم عند قدمي يسوع تستمع له، فاحتجت مرثا لدى المسيح:
| مريم أخت لعازر | يَا رَبُّ، أَمَا تُبَالِي بِأَنَّ أُخْتِي قَدْ تَرَكَتْنِي أَخْدُمُ وَحْدِي؟ فَقُلْ لَهَا أَنْ تُعِينَنِي! وفَأَجَابَ يَسُوعُ وَقَالَ لَها: «مَرْثَا، مَرْثَا، أَنْتِ تَهْتَمِّينَ وَتَضْطَرِبِينَ لأَجْلِ أُمُورٍ كَثِيرَةٍ، وَلكِنَّ الْحَاجَةَ إِلَى وَاحِدٍ. فَاخْتَارَتْ مَرْيَمُ النَّصِيبَ الصَّالِحَ الَّذِي لَنْ يُنْزَعَ مِنْهَا | مريم أخت لعازر |

أما الحادثة الثالثة ينفرد يوحنا بذكرها وهي إقامة لعازر من الموت:
| مريم أخت لعازر | 32 وَمَا إِنْ وَصَلَتْ مَرْيَمُ إِلَى حَيْثُ كَانَ يَسُوعُ وَرَأَتْهُ، حَتَّى ارْتَمَتْ عَلَى قَدَمَيْهِ تَقُولُ: «يَا سَيِّدُ، لَوْ كُنْتَ هُنَا، لَمَا مَاتَ أَخِي!» 33 فَلَمَّا رَآهَا يَسُوعُ تَبْكِي وَيَبْكِي مَعَهَا الْيَهُودُ الَّذِينَ رَافَقُوهَا، فَاضَ قَلْبُهُ بِالأَسَى الشَّدِيدِ، وَسَأَلَ: «أَيْنَ دَفَنْتُمُوهُ؟» فَأَجَابُوا: «تَعَالَ، يَا سَيِّدُ، وَانْظُرْ!» 35 عِنْدَئِذٍ بَكَى يَسُوعُ. 36 فَقَالَ الْيَهُودُ بَعْضُهُمْ لِبَعْضٍ: «انْظُرُوا كَمْ كَانَ يُحِبُّهُ!» 37 وَتَسَاءَلَ بَعْضُهُمْ: «أَلَمْ يَقْدِرْ هَذَا الَّذِي فَتَحَ عَيْنَيِ الأَعْمَى أَنْ يَرُدَّ الْمَوْتَ عَنْ لِعَازَرَ؟» | مريم أخت لعازر |

وبحسب الأناجيل فقد استطاع المسيح أن يعيد لعازر من الموت.
خلال الأجيال المسيحية الأولى، كان يعتقد أن مريم أخت لعازر هي ذاتها مريم المجدلية، لكن البابا غريغوري السابع خلال القرن السادس قام بتبيان كون الشخصيتين منفصلتين.